# Allophroides boops
Allophroides boops là một loài tò vò trong họ Ichneumonidae.